# Saint-Denis-d'Orques
Pour les articles homonymes, voir Saint-Denis.
Saint-Denis-d'Orques est une commune française, située dans le département de la Sarthe en région Pays de la Loire, peuplée de 750 habitants (les Dionysiens).
La commune fait partie de la province historique du Maine.

## Géographie
Saint-Denis-d'Orques est une commune française située à 35 km à l'ouest du Mans et 40 km de Laval. Elle se trouve au sommet d'une colline.
Le nord du territoire est couvert par la forêt de la Grande Charnie.
Communes limitrophes de Saint-Denis-d'Orques

### Climat
Pour des articles plus généraux, voir Climat des Pays de la Loire et Climat de la Sarthe.
En 2010, le climat de la commune est de type climat océanique altéré, selon une étude du CNRS s'appuyant sur une série de données couvrant la période 1971-2000. En 2020, Météo-France publie une typologie des climats de la France métropolitaine dans laquelle la commune est exposée à un climat océanique et est dans la région climatique  Moyenne vallée de la Loire, caractérisée par une bonne insolation (1 850 h/an) et un été peu pluvieux. 
Pour la période 1971-2000, la température annuelle moyenne est de 11 °C, avec une amplitude thermique annuelle de 14,1 °C. Le cumul annuel moyen de précipitations est de 744 mm, avec 12,6 jours de précipitations en janvier et 6,7 jours en juillet. Pour la période 1991-2020, la température moyenne annuelle observée sur la station météorologique de Météo-France la plus proche, sur la commune de Rouessé-Vassé à 16 km à vol d'oiseau, est de 11,7 °C et le cumul annuel moyen de précipitations est de 806,9 mm,. Pour l'avenir, les paramètres climatiques de la commune estimés pour 2050 selon différents scénarios d'émission de gaz à effet de serre sont consultables sur un site dédié publié par Météo-France en novembre 2022.

## Urbanisme

### Typologie
Au 1er janvier 2024, Saint-Denis-d'Orques est catégorisée commune rurale à habitat dispersé, selon la nouvelle grille communale de densité à sept niveaux définie par l'Insee en 2022.
Elle est située hors unité urbaine et hors attraction des villes,.

### Occupation des sols
L'occupation des sols de la commune, telle qu'elle ressort de la base de données européenne d’occupation biophysique des sols Corine Land Cover (CLC), est marquée par l'importance des territoires agricoles (72,2 % en 2018), en diminution par rapport à 1990 (74 %). La répartition détaillée en 2018 est la suivante : 
prairies (50,3 %), forêts (24,2 %), terres arables (19,3 %), zones agricoles hétérogènes (2,6 %), mines, décharges et chantiers (2,1 %), zones urbanisées (0,8 %), eaux continentales (0,7 %). L'évolution de l’occupation des sols de la commune et de ses infrastructures peut être observée sur les différentes représentations cartographiques du territoire : la carte de Cassini (XVIIIe siècle), la carte d'état-major (1820-1866) et les cartes ou photos aériennes de l'IGN pour la période actuelle (1950 à aujourd'hui).

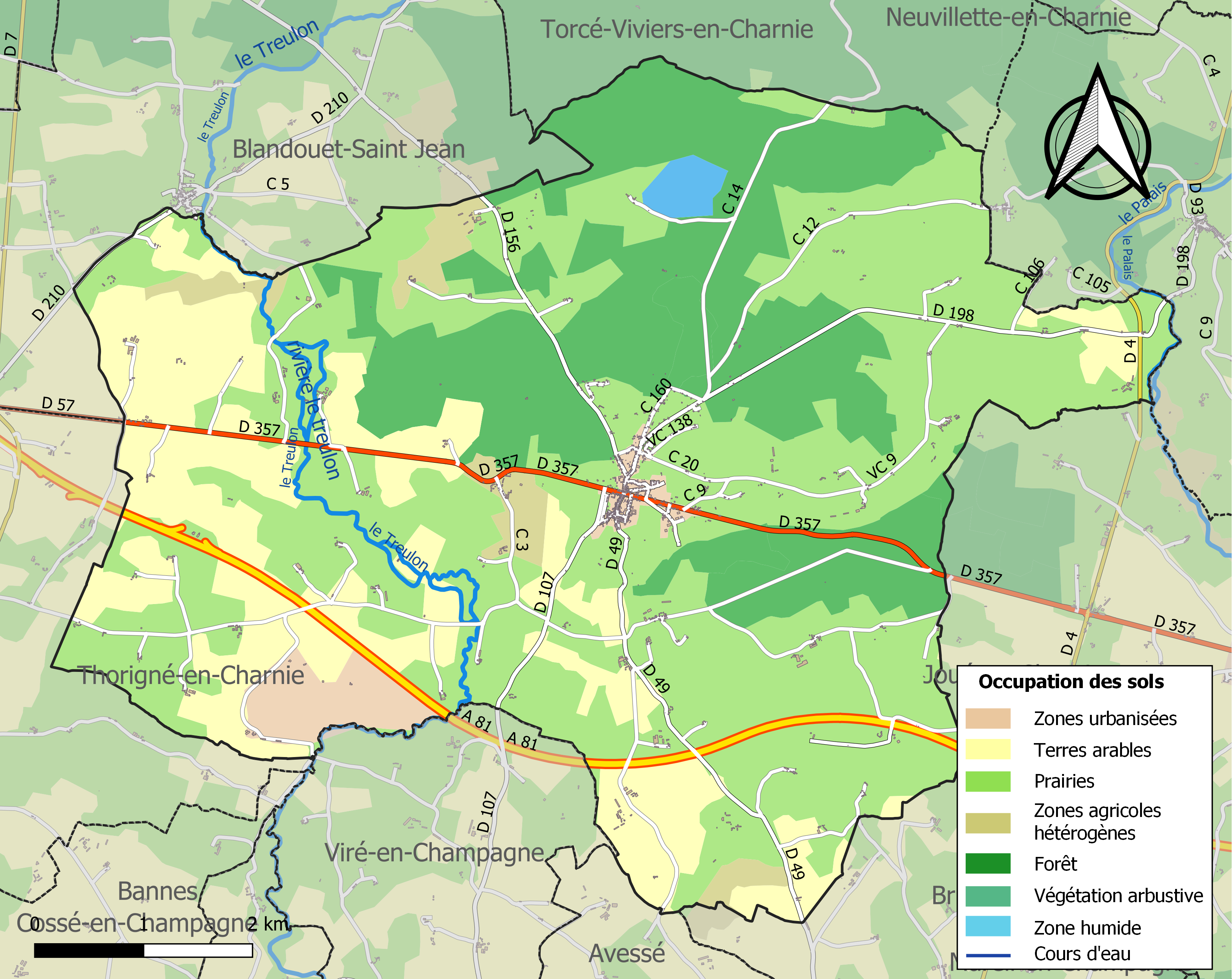
Carte des infrastructures et de l'occupation des sols de la commune en 2018 (CLC).

## Blasonnement
|  | Les armoiries de Saint-Denis-d’Orques se blasonnent ainsi : Parti: au 1er de gueules à la bande d'or, au 2e d'azur semé de fleurs de lis d'or et au lion du même brochant; sur le tout, de sinople au grêlier d'or surmonté d'une fasce ondée d'argent et soutenu de deux épis de blé tigés et feuillés d'or, posés en chevron renversé et les tiges passées en sautoir en pointe et au chef d'argent chargé de trois trèfles de sinople. |

## Politique et administration

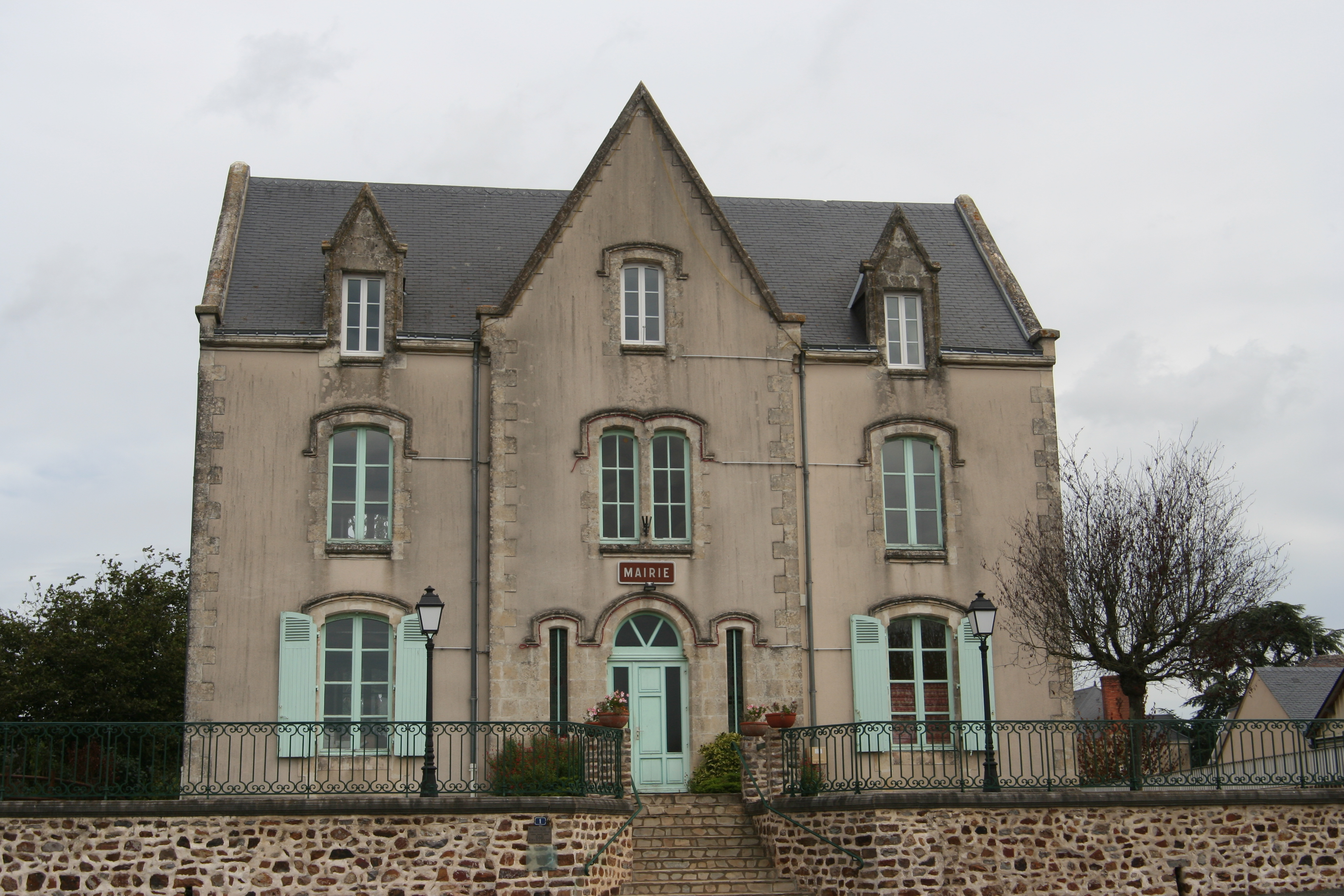
La mairie.

| Période                                  | Période     | Identité         | Étiquette    | Qualité                                      |
| ---------------------------------------- | ----------- | ---------------- | ------------ | -------------------------------------------- |
| 1975                                     | 1983        | Gabriel Richet   |              | Menuisier                                    |
| 1997                                     | avril 2017  | Daniel Martin    | RPR puis UMP | Conseiller régional (1998-2004), agriculteur |
| avril 2017                               | 28 mai 2020 | Fernand Pioger   |              | Commerçant                                   |
| 28 mai 2020                              | En cours    | Christian Berger |              | Artisan retraité                             |
| Les données manquantes sont à compléter. |             |                  |              |                                              |

## Démographie
L'évolution du nombre d'habitants est connue à travers les recensements de la population effectués dans la commune depuis 1793. Pour les communes de moins de 10 000 habitants, une enquête de recensement portant sur toute la population est réalisée tous les cinq ans, les populations de référence des années intermédiaires étant quant à elles estimées par interpolation ou extrapolation. Pour la commune, le premier recensement exhaustif entrant dans le cadre du nouveau dispositif a été réalisé en 2004.
En 2022, la commune comptait 750 habitants, en évolution de −7,64 % par rapport à 2016 (Sarthe : −0,25 %, France hors Mayotte : +2,11 %).
| 1793  | 1800  | 1806  | 1821  | 1831  | 1836  | 1841  | 1846  | 1851  |
| ----- | ----- | ----- | ----- | ----- | ----- | ----- | ----- | ----- |
| 1 804 | 1 665 | 1 667 | 1 753 | 2 340 | 2 079 | 2 127 | 2 233 | 2 316 |

| 1856  | 1861  | 1866  | 1872  | 1876  | 1881  | 1886  | 1891  | 1896  |
| ----- | ----- | ----- | ----- | ----- | ----- | ----- | ----- | ----- |
| 2 386 | 2 366 | 2 307 | 2 047 | 1 994 | 1 899 | 1 888 | 1 792 | 1 735 |

| 1901  | 1906  | 1911  | 1921  | 1926  | 1931  | 1936  | 1946  | 1954  |
| ----- | ----- | ----- | ----- | ----- | ----- | ----- | ----- | ----- |
| 1 646 | 1 568 | 1 524 | 1 262 | 1 279 | 1 159 | 1 119 | 1 118 | 1 117 |

| 1962  | 1968 | 1975 | 1982 | 1990 | 1999 | 2004 | 2006 | 2009 |
| ----- | ---- | ---- | ---- | ---- | ---- | ---- | ---- | ---- |
| 1 030 | 887  | 826  | 779  | 693  | 815  | 858  | 860  | 901  |

| 2014 | 2019 | 2022 | - | - | - | - | - | - |
| ---- | ---- | ---- | - | - | - | - | - | - |
| 814  | 773  | 750  | - | - | - | - | - | - |

## Lieux et monuments
- Chartreuse du Parc-en-Charnie.
- Pierre au Diable, dans les bois de la Charnie.
- Ensemble seigneurial et ancien prieuré de Montchenou.
- Église Saint-Denis. Détient deux objets classés monuments historiques à titre d'objet :
  - une statue de Vierge à l'Enfant[22]; cette statue, repeinte vers 1898, proviendrait de l'ancienne chartreuse ;
  - une dalle funéraire[23] du fondateur de la chartreuse, Geoffroy de Loudon.

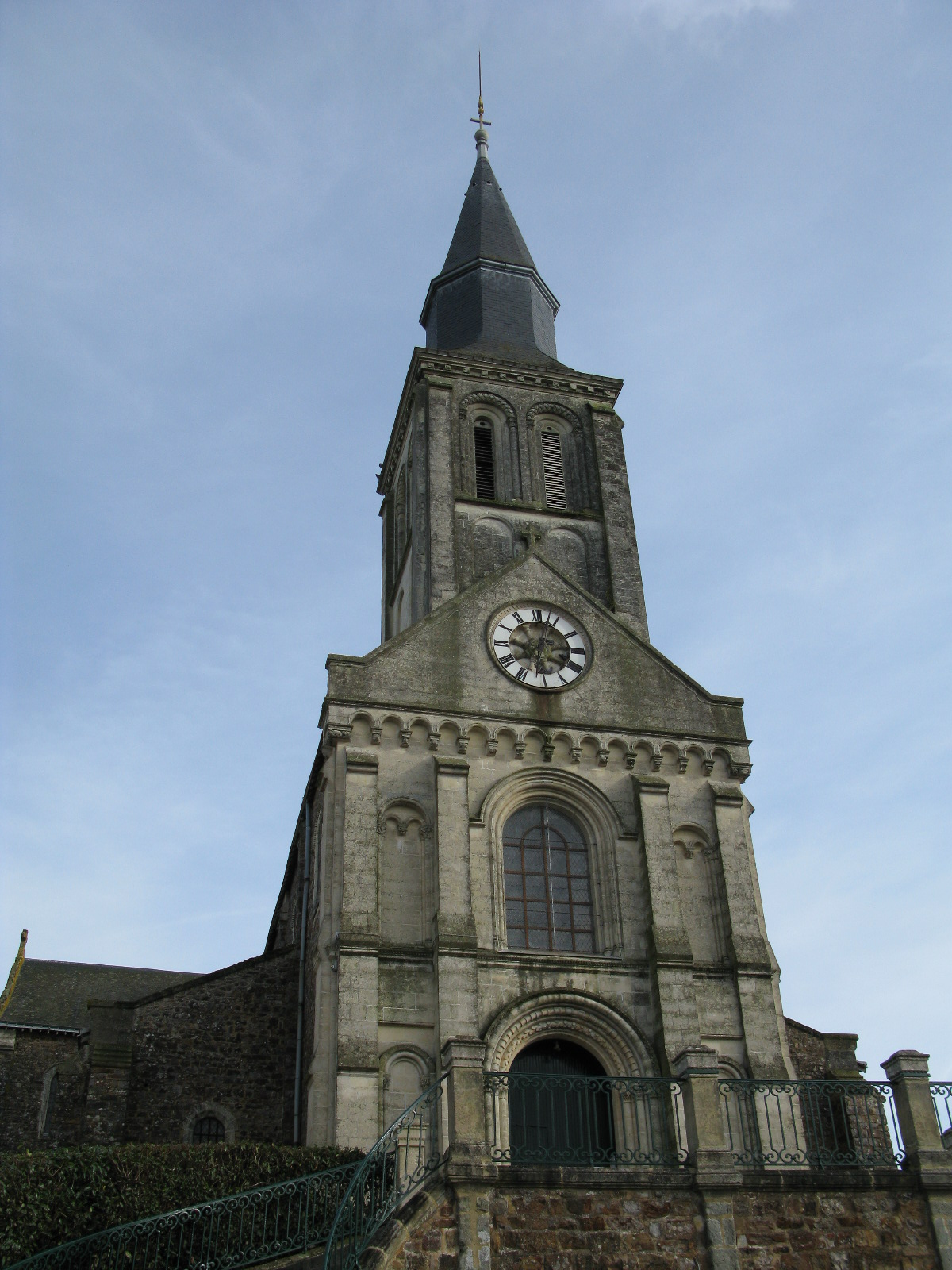
L'église Saint-Denis.
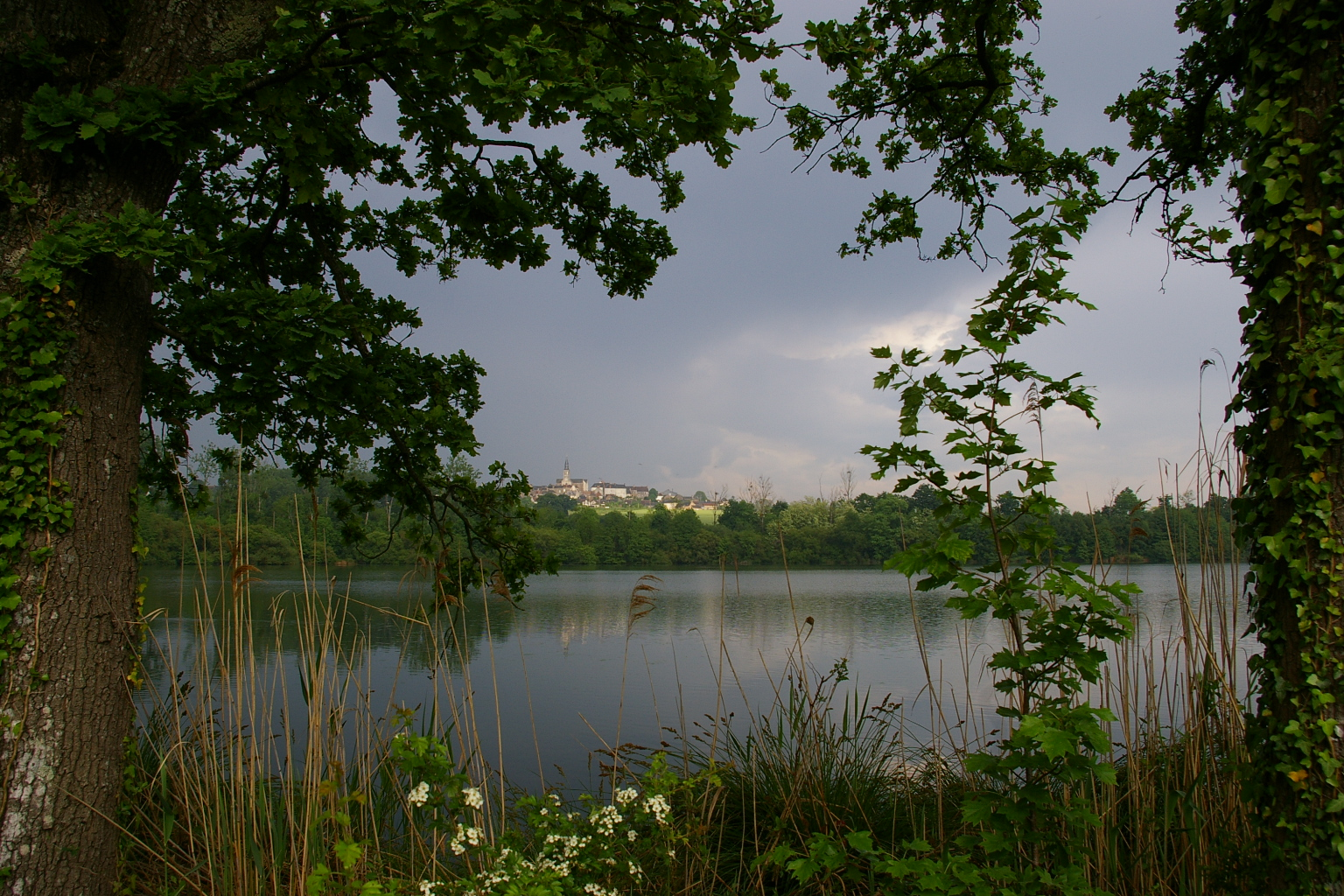
L'étang de la Chartreuse du Parc.